# Liza carinata
Liza carinata és un peix teleosti de la família dels mugílids i de l'ordre dels perciformes.

## Morfologia
Pot arribar als 18 cm de llargària total.

## Distribució geogràfica
Es troba des del Mar Roig fins a l'Índia, Japó i la Xina.